# (4174) Pikulia
(4174) Pikulia (1982 SB6) – planetoida z pasa głównego asteroid okrążająca Słońce w ciągu 5,71 lat w średniej odległości 3,19 j.a. Odkryta 16 września 1982 roku.